# アニメ古典文学館
『アニメ古典文学館』（アニメこてんぶんがくかん）とは、サン・エデュケーショナルが2003年から2004年に発売したOVA。DVD・VHSの形式がある。
古典文学作品を学ぶ中学生に対し、古典文学作品のストーリーの理解を助け、興味と関心を湧かせることを目的としている。

## キャスト
第1巻「竹取物語」
- かぐや姫：久川綾
- 帝：山本健翔
- 翁：城山堅
- 媼：尾小平志津香
- 庫持の皇子：竹本英史
- 石作の皇子：田邉真悟
- 阿倍の御主人：八戸優
- 大伴の御行：高塚正也
- 石上の麻呂足：金光宣明
- ナレーション：斉藤昌

第2巻「枕草子」
- 清少納言：渡辺菜生子
- 中宮定子：沢田敏子
- 殿方：大川透
- 女房：岡本麻見、池田ひかる
- 紫式部：横山智佐
- ナレーション：藤田淑子

第3巻「平家物語」
- 平清盛：小村哲生
- 源頼政：うすいたかやす
- 文覚：上別府仁資
- 時子：甲斐田ゆき
- 熊谷直実：松山鷹志
- 平敦盛：保志総一朗
- 源義経：戸部公爾
- 那須与一：石塚堅
- ナレーション：玉井碧

第4巻「徒然草」
- 兼好：小山武宏、進藤尚美、高戸靖広
- 兼好の父：一条和矢
- 聖海上人：長克巳
- 神官：松山鷹志
- 主人：戸部公爾
- 弟子：藤田圭宣
- 法師：塚田正昭
- 客：高山勉、金光宣明
- ナレーション：平田広明

第5巻「おくのほそ道」
- 芭蕉：長克巳
- 曾良：一条和矢
- 弁慶：小村哲生
- 義経：戸部公爾
- 兼房：廣田行生
- 農夫：小関一
- 門人：金光宣明
- 男の子：日比愛子
- 女の子：吉倉万里
- ナレーション：栗田ひづる

第6巻「万葉集」
- 柿本人麻呂：成田剣
- 額田王：かかずゆみ
- 大海人皇子：山本健翔
- 持統天皇：進藤尚美
- 軽皇子：宮田幸季
- 草壁皇子：藤田圭宣
- 采女：栗田ひづる
- 防人：高山勉
- 山上憶良：関根信昭
- 大伴旅人・小野老：上別府仁資
- 大伴家持：松山鷹志
- ナレーション：麻上洋子

## スタッフ
- 監修：三木紀人
- 指導：岡田美也子

第1巻「竹取物語」
- 監督・絵コンテ：寺本幸代
- 脚本：藤本信行
- 音楽：島津秀雄
- 作画監督：高橋昇
- 音響監督：早瀬博雪
- 美術監督：土橋誠
- キャラクターデザイン：西本真弓
- プロデューサー：小野哲男、松土隆二
- エグゼクティブプロデューサー：西沢隆雄
- アニメーション制作：ベガエンタテイメント

第2巻「枕草子」
- 監督：福島一三
- 脚本：岡部優子
- 音楽：島津秀雄
- キャラクターデザイン・作画監督：前田実
- 音響監督：早瀬博雪
- 美術監督：本間薫
- プロデューサー：小野哲男
- エグゼクティブプロデューサー：西沢隆雄
- アニメーション制作：日本アニメーション

第3巻「平家物語」
- 監督・絵コンテ：飯島正勝
- 脚本：木滝真理
- 音楽：島津秀雄
- 作画監督：板澤匡覧
- 音響監督：早瀬博雪
- 美術監督：西川淳一郎
- プロデューサー：小野哲男
- エグゼクティブプロデューサー：西沢隆雄
- アニメーション制作：ぎゃろっぷ

第4巻「徒然草」
- 監督：高木淳
- 演出：井上茜
- 脚本：岡部優子
- 音楽：島津秀雄
- 絵コンテ：有原誠治
- キャラクターデザイン：入好さとる
- 作画監督：山懸亜紀
- 音響監督：早瀬博雪
- 撮影監督：原江美子
- プロデューサー：中島順三、小村統一
- エグゼクティブプロデューサー：西沢隆雄
- アニメーション制作：日本アニメーション

第5巻「おくのほそ道」
- 監督：高木淳
- 演出・絵コンテ：河内日出夫
- 脚本：岡部優子
- 音楽：島津秀雄
- キャラクターデザイン：緒方美枝子
- 作画監督：林桂子
- 音響監督：早瀬博雪
- 美術監督：小林七郎
- プロデューサー：中島順三、小村統一
- エグゼクティブプロデューサー：西沢隆雄
- アニメーション制作：日本アニメーション

第6巻「万葉集」
- 監督・絵コンテ：寺本幸代
- 脚本：待田堂子
- 音楽：島津秀雄
- キャラクターデザイン：西本真弓
- 作画監督：高橋昇
- 音響監督：早瀬博雪
- 美術監督：土橋誠
- 撮影監督：久保和之
- プロデューサー：中島順三、松土隆二
- エグゼクティブプロデューサー：西沢隆雄
- アニメーション制作：ベガエンタテイメント